# Santa Ernestina
Santa Ernestina este un oraș în São Paulo (SP), Brazilia.